# Motoci
Motoci – wieś w Rumunii, w okręgu Dolj, w gminie Mischii. W 2011 roku liczyła 234 mieszkańców.